# Gyula Glykais
Gyula Glykais, född 9 april 1893 i Pomáz, död 12 juni 1948 i Szekszárd, var en ungersk fäktare.
Glykais blev olympisk guldmedaljör i sabel vid sommarspelen 1928 i Amsterdam och vid sommarspelen 1932 i Los Angeles.